# Pont sur l'Ouvèze (Coux)
Pour les articles homonymes, voir Pont sur l'Ouvèze.
Le pont sur l'Ouvèze est un pont routier sur l'Ouvèze, situé dans la ville de Coux, dans le département de l'Ardèche, en France.

## Histoire
Ce pont, datant du XIVe siècle, a été modifié en 1629. Il est inscrit au titre des monuments historiques depuis 1932.

## Sources